# Forum on China-Africa Cooperation
Il Forum on China-Africa Cooperation (Forum sulla cooperazione Cina-Africa, FOCAC) o Forum sur la coopération sino-africaine o in cinese semplificato: 中非合作论坛; cinese tradizionale: 中非合作論壇; pinyin: Zhōng Fēi hézuò lùntán; è il forum ufficiale tra la Repubblica popolare cinese e gli stati dell'Africa.
Ci sono stati 8 incontri (FOCAC Summit) fino ad ora, di cui l'ultimo in ordine di tempo ha coinvolto complessivamente 53 su 54 paesi dell'Africa.
Il primo incontro è avvenuto nell'ottobre del 2000 sempre a Pechino, mentre i successivi si sono tenuti nel dicembre del 2003 ad Addis Abeba, nel novembre 2006 a Pechino, nel novembre 2009 a Sharm el-Sheikh in Egitto, nel luglio 2012 a Pechino, a Johannesburg (in Sudafrica) tra il 3 ed il 5 dicembre 2015 e a Pechino, tra il 3 ed il 4 settembre del 2018. Mentre l'ultimo in ordine di tempo si è tenuto nella capitale del Senegal, Dakar, il 29 e 30 novembre 2021.